# Retaule dels sants Joans (Mestre de Santa Coloma de Queralt)
El Retaule dels sants Joans és una pintura de tremp sobre taula d'estil gòtic realitzat per un autor anònim identificat com Mestre de Santa Coloma de Queralt cap al 1356, per a la capella del castell de Santa Coloma de Queralt (Conca de Barberà).
El retaule va estar en un col·leccionista particular de Madrid cap al 1905. Posteriorment va passar a mans del comte de Fuenclara cap al 1926 des d'on va passar a la col·lecció Plandiura el 1930. El 1932 va ingressar junt amb altres peces de la col·lecció Plandiura al Museu Nacional d'Art de Catalunya.
Es tracta d'un retaule de tres carrers amb predel·la. Estan acabats en tres puntes triangulars rectes amb carlines daurades. El central és una mica més ample. És una forma derivada de l'escola senesa, ric en daurats tant en la decoració vegetal com a les vestimentes dels personatges.
La taula central l'ocupen els dos sants Joans, l'Evangelista i el Baptista, els titulars del retaule, acompanyats de tres comitents, dues dones i un home. A l'esquerra, l'Evangelista porta els atributs del seu ofici: tinta i Càlam, al seu costat hi ha l'àliga que l'identifica, i Joan sosté un filacteri amb la inscripció In principio erat Verbum..［Joan 1:1］ corresponent a les primeres paraules del seu Evangeli, mentre que Joan Baptista porta l'Agnus Dei. Als seus nimbes apareixen gravats els seus noms.
A l'àtic del carrer central hi ha un Calvari amb una iconografia al·lusiva a la Redempció. Als peus de la Creu hi ha la calavera i les tíbies d'Adam, vinculant el pecat original amb el sacrifici de Crist, la sang de Jesús és recollida per tres àngels i a la part alta de la Creu hi ha un niu amb un pelicà que alimenta les seves cries amb la seva pròpia sang. La figura d'un pelicà està relacionada iconogràficament amb el sacrifici de Jesús, ja que s'arranca la carn del seu pit per a donar menjar als seus fills, una llegenda convertida en icona habitual a l'època basada en el moviment que fan els pelicans quan porten el bec ple de peixos i el colpegen contra el seu pit per a regurgitar el menjar i donar-lo a la seva prole. D'entre els personatges habituals destaca Longinus que està amb les mans unides demanant perdó.
Al carrer esquerre hi ha quatre escenes relacionades amb la vida de sant Joan Evangelista. A l'àtic es representa un Sant Sopar. Sota seu una taula amb la Resurrecció de Drusiana davant les portes d'Efes. La taula inferior conté dues escenes: la prova de la copa emmetzinada i el martiri de l'oli bullent davant Aristodem entronitzat, dos martiris dels que va sortir amb vida. La taula de la part baixa del carrer esquerre mostra la darrera predicació del sant davant els seus deixebles i la pluja de llum i sorra caiguda sobre la tomba del sant.